# Šamil Kudijamagomedov
Šamil Kudijamagomedovič Kudijamagomedov (* 9, května 1993) je ruský zápasník–volnostylař avarské národnosti, který od roku 2018 reprezentuje Itálii.

## Sportovní kariéra
Je rodákem z dagestánské horské obce Kujada v Gunibském okrese avšak jako větsina dagestánských horalů žil převážnou část roku na kutaně poblíž Kizljaru. Zápasení se věnuje od útlého dětství po vzoru svého otce a strýců. Ve 14 letech odešel na střední sportovní školu do Machačkaly, kde se připravoval pod vedením Tagira Šachbanova a později Anvara Magomedgadžijeva. V ruské volnostylařské reprezentaci se prosazoval od roku 2013 ve váze do 86 kg. V roce 2016 prohrál nominaci na olympijské hry v Riu s Abdulrašidem Sadulajevem.
V roce 2017 italský zápasnický svaz najal pro svoji zápasnickou hvězdu Franka Chamize dagestánského trenéra Gajdara Gajdarova (bratr Murada Gajdarova). V rámci italsko-dagestánské spolupráce ho Gajdarov doporučil jako oživení italské reprezentace. S italským zápasnickým svazem podepsal pětiletou smlouvu a od roku 2018 reprezentuje Itálii. Je členem univerzitního týmu CUS Torino avšak nadále žije a připravuje se v Machačkale.

## Výsledky
| Olympijské hry     | —  |     |   |    | —  |   |    |  |  |  |  |  |  |  |  |  |  |  |  |  |  |  |  |  |  |
| Mistrovství světa  |    | úč. | — | —  |    | — | —  |  |  |  |  |  |  |  |  |  |  |  |  |  |  |  |  |  |  |
| Evropské hry       |    |     |   | —  |    |   |    |  |  |  |  |  |  |  |  |  |  |  |  |  |  |  |  |  |  |
| Mistrovství Evropy | —  | —   | — | —  | 1. | — | 3. |  |  |  |  |  |  |  |  |  |  |  |  |  |  |  |  |  |  |
| ME do 24 let       |    |     |   | 3. | —  |   |    |  |  |  |  |  |  |  |  |  |  |  |  |  |  |  |  |  |  |
| MS juniorů         | 3. | —   |   |    |    |   |    |  |  |  |  |  |  |  |  |  |  |  |  |  |  |  |  |  |  |
| ME juniorů         | —  | —   |   |    |    |   |    |  |  |  |  |  |  |  |  |  |  |  |  |  |  |  |  |  |  |